# Paul Victor Marie Vercauteren
Paul Victor Marie Vercauteren (Nieuw-Namen, 10 oktober 1899 – Hulst, 14 februari 1975) was een Nederlands politicus.
Hij werd geboren in een dorp in de gemeente Clinge waar zijn vader Desire Philippus Franciscus Vercauteren (1861-1920) van 1887 tot 1920 burgemeester was. Zelf was hij daar 10 jaar wethouder voor hij midden 1938 burgemeester van Clinge werd. In januari 1944 werd hij net als burgemeester F.A. Hendrikse van Vogelwaarde gearresteerd en geïnterneerd in Kamp Sint-Michielsgestel. Bovendien werd hij met onmiddellijke ingang ontslagen waarop Clinge een NSB-burgemeester kreeg. Na de bevrijding keerde Vercauteren terug als burgemeester. In november 1964 ging hij met pensioen maar bleef wel aan als waarnemend burgemeester van Clinge. In 1970 fuseerde Clinge met Hulst en nog twee gemeenten tot de nieuwe gemeente Hulst en daarmee kwam een einde aan diens burgemeesterscarrière. Naast zijn burgemeesterschap was hij onder andere ondervoorzitter van het hoofdbestuur van de Noordbrabantse Christelijke Boerenbond (NCB). Vercauteren overleed begin 1975 op 75-jarige leeftijd.